# Nothybus decorus
Nothybus decorus är en tvåvingeart som beskrevs av Meijere 1924. Nothybus decorus ingår i släktet Nothybus och familjen Nothybidae. Inga underarter finns listade i Catalogue of Life.